# بيز غيوف
بيز غيوف (بالإنجليزية: Piz Giuv)‏ هو أحد جبال سلسلة جبال الألب غلاروس ويقع في كانتون غراوبوندن/كانتون أوري في سويسرا. يحتل المرتبة رقم 178 في قائمة جبال سويسرا من حيث الارتفاع، إذ يبلغ ارتفاعه حوالي 3096 متر، بينما يبلغ ارتفاع نتوء الجبل 749 متر، هذا وقد سجل أول وصول لقمة الجبل عام 1804.